# Petter Solberg
Petter Solberg (rođen 18. studenoga 1974.) norveški je profesionalni reli vozač. Na utrkama Svjetskog prvenstva u reliju počeo je nastupati 1998., a osvojio je jedan naslov svjetskog prvaka u reliju 2003.
Rođen je u obitelji zaljubljenika u auto-moto sport; majka Tove i otac Terje oboje su se natjecali u popularnim kružnim reli utrkama u Norveškoj, dok mu stariji brat Henning nastupa u utrkama Svjetskog prvenstva u reliju.